# 新富街道
新富街道，是中华人民共和国黑龙江省七台河市茄子河区下辖的一个乡镇级行政单位。

## 行政区划
新富街道下辖以下地区：
新富社区、盛馨社区、东胜社区和安民社区。